# 徐德龙
徐德龙（1952年8月—2018年9月21日），男，汉族，甘肃兰州人，中国无机非金属材料专家，中国工程院化工、冶金与材料工程学部院士，中国共产党党员，第十二届全国人民代表大会陕西地区代表。

## 生平
徐德龙毕业于东北大学钢铁冶金专业。2013年，担任全国人大代表。